# تل‌تیل گیمز
تل‌تیل گیمز (به انگلیسی: Telltale Games) یک شرکت سازنده و توسعه دهندهٔ بازی‌های رایانه‌ای است. این شرکت در سال ۲۰۰۴ توسط دان کونورز، کوین برونر و تروی مولاندر در سان رافائل، کالیفرنیا آمریکا ساخته شد. بازی‌های ساخته شده توسط این شرکت در سبک ماجراجویی گرافیکی بود که می‌توان بازگشت به آینده، پارک ژوراسیک، بازی تاج‌وتخت، گرگی در میان ما، بتمن و مردگان متحرک را از جملهٔ آن‌ها نام برد.
این کمپانی در سال ۲۰۱۸ با اخراج بیش از ۲۰۰ کارمند خود، رسماً ورشکست شد و سپس در سال ۲۰۱۹ به صنعت بازی‌سازی بازگشت.

## بازی‌های توسعه یافته
| عنوان بازی                         | تاریخ انتشار                       | سیستم(ها) |
| ---------------------------------- | ---------------------------------- | --- |
| تگزاس هولدم تل‌تیل گیمز             | ۱۱ فوریه ۲۰۰۵                      | ویندوز |
| استخوان: بیرون از بون‌وایل          | ۱۵ سپتامبر ۲۰۰۵                    | ویندوز، مک‌اواس |
| سی‌اس‌آی: ۳ ابعاد قتل                | ۲۱ مارس ۲۰۰۶                       | ویندوز، پلی‌استیشن ۲                                                                                                |
| استخوان: مسابقه گاو بزرگ           | ۱۲ آوریل ۲۰۰۶                      | ویندوز |
| سام و مکس دنیا را نجات می‌دهند      | ۱۷ اکتبر ۲۰۰۶—۲۶ آوریل ۲۰۰۷        | ویندوز، وی، اکس‌باکس ۳۶۰                                                                                            |
| سی‌اس‌آی: شواهد محکم                 | ۲۵ سپتامبر ۲۰۰۷                    | ویندوز، وی، اکس‌باکس ۳۶۰، مک‌اواس                                                                                    |
| سام و مکس فراتر از زمان و مکان     | November 8, 2007—April 10, 2008    | ویندوز، وی، اکس‌باکس ۳۶۰، مک‌اواس، پلی‌استیشن ۳، آی‌اواس                                                               |
| قوی بد در بازی سرد برای افراد جذاب | August 11, 2008—December 15, 2008  | ویندوز، مک‌اواس، وی، پلی‌استیشن ۳                                                                                    |
| ماجراهای بزرگ والاس و گرومیت       | March 24, 2009—July 30, 2009       | ویندوز، اکس‌باکس ۳۶۰، آی‌اواس                                                                                        |
| قصه‌های جزیره میمون                 | July 7, 2009—December 8, 2009      | ویندوز، وی، مک‌اواس، پلی‌استیشن ۳، آی‌اواس                                                                            |
| سی‌اس‌آی: قصد مرگبار                 | ۲۰ اکتبر ۲۰۰۹                      | ویندوز، وی، اکس‌باکس ۳۶۰                                                                                            |
| سام و مکس: نمایشگاه شیطان          | April 15, 2010—August 30, 2010     | ویندوز، مک‌اواس، پلی‌استیشن ۳، آی‌اواس                                                                                |
| نلسون تترز: عامل پازل              | ۳۰ ژوئن ۲۰۱۰                       | ویندوز، مک‌اواس، پلی‌استیشن ۳، آی‌اواس                                                                                |
| سی‌اس‌آی: توطئه مرگبار               | ۲۶ اکتبر ۲۰۱۰                      | ویندوز، وی، اکس‌باکس ۳۶۰، پلی‌استیشن ۳                                                                               |
| شب پوکر در انبار                   | ۲۲ نوامبر ۲۰۱۰                     | ویندوز و اواس ده                                                                                                   |
| بازگشت به آینده                    | December 22, 2010—June 23, 2011    | مایکروسافت ویندوز، اواس ده، پلی‌استیشن ۳، آی‌اواس و وی                                                               |
| عامل پازل ۲                        | ۳۰ ژوئن ۲۰۱۱                       | ویندوز، مک‌اواس، آی‌اواس                                                                                             |
| پارک ژوراسیک                       | ۱۵ نوامبر ۲۰۱۱                     | مایکروسافت ویندوز، اواس ده، پلی‌استیشن ۳، آی‌اواس و اکس‌باکس ۳۶۰                                                      |
| نظم و قانون:میراث                  | December 22, 2011—March 29, 2012   | ویندوز، مک‌اواس، آی‌اواس                                                                                             |
| مردگان متحرک                       | April 24, 2012—November 20, 2012   | اکس‌باکس ۳۶۰، پلی‌استیشن ۳، مایکروسافت ویندوز، اواس ده، پلی‌استیشن ویتا، آی‌اواس                                       |
| شب پوکر ۲                          | ۲۴ آوریل ۲۰۱۳                      | مایکروسافت ویندوز، اواس ده، شبکه پلی‌استیشن و آی‌اواس                                                                |
| گرگی در میان ما                    | October 11, 2013—July 8, 2014      | اکس‌باکس ۳۶۰، پلی‌استیشن ۳، مایکروسافت ویندوز، اکس‌باکس وان، پلی استیشن ۴، اندروید، آی او اس، پلی‌استیشن ویتا، مک‌اواس  |
| مردگان متحرک: فصل دوم              | December 17, 2013—August 26, 2014  | اکس‌باکس ۳۶۰، پلی‌استیشن ۳، مایکروسافت ویندوز، اواس ده، پلی‌استیشن ویتا، آی‌اواس                                       |
| قصه‌های از سرزمین‌های مرزی           | November 25, 2014—October 20, 2015 | اکس‌باکس ۳۶۰، پلی‌استیشن ۳، مایکروسافت ویندوز، اکس‌باکس وان، پلی استیشن ۴، اندروید، آی او اس                          |
| بازی تاج و تخت                     | December 2, 2014—November 17, 2015 | اکس‌باکس ۳۶۰، پلی‌استیشن ۳، مایکروسافت ویندوز، اکس‌باکس وان، پلی استیشن ۴، اندروید، آی او اس، مک‌اواس                  |
| ماینکرفت: حالت داستانی             | October 13, 2015—March 29, 2016    | مایکروسافت ویندوز، اکس‌باکس وان، پلی استیشن ۴، مک‌اواس، نینتندو سوئیچ، پلی‌استیشن ۳، اکس‌باکس ۳۶۰، وی، اندروید، آی‌اواس |
| مردگان متحرک: میشون                | February 23, 2016—April 26, 2016   | اکس‌باکس ۳۶۰، پلی‌استیشن ۳، مایکروسافت ویندوز، اکس‌باکس وان، پلی استیشن ۴، اندروید، آی او اس                          |
| بتمن: سریال تل‌تیل                  | August 2, 2016—December 13, 2016   | اکس‌باکس ۳۶۰، پلی‌استیشن ۳، مایکروسافت ویندوز، اکس‌باکس وان، پلی استیشن ۴، اندروید، آی او اس، مک‌اواس                  |
| مردگان متحرک: مرز جدید             | December 20, 2016—May 30, 2017     | مایکروسافت ویندوز، اکس‌باکس وان، پلی استیشن ۴، اندروید، آی او اس، نینتندو سوئیچ                                     |
| نگهبانان کهکشان: سریال تل‌تیل       | April 18, 2017—November 7, 2017    | اکس‌باکس ۳۶۰، مایکروسافت ویندوز، اکس‌باکس وان، پلی استیشن ۴، اندروید، آی او اس، مک‌اواس                               |
| ماینکرفت: حالت داستانی فصل دوم     | July 11, 2017—December 19, 2017    | اکس‌باکس ۳۶۰، مایکروسافت ویندوز، اکس‌باکس وان، پلی استیشن ۴، اندروید، آی او اس، مک‌اواس                               |
| بتمن: دشمن درون                    | August 8, 2017—March 27, 2018      | مایکروسافت ویندوز، اکس‌باکس وان، پلی استیشن ۴، اندروید، آی او اس، مک‌اواس، نینتندو سوئیچ                             |
| مردگان متحرک: فصل پایانی           | August 14, 2018—March 26, 2019     | مایکروسافت ویندوز، اکس‌باکس وان، پلی استیشن ۴، نینتندو سوئیچ                                                        |

## بازی‌های منتشر شده
| عنوان بازی                      | تاریخ انتشار                    | سیستم(ها)                                                    |
| ------------------------------- | ------------------------------- | ------------------------------------------------------------ |
| هکتور: نشان از قتل‌عام           | June 2, 2010—September 22, 2011 | ویندوز، آی‌اواس، مک‌اواس                                       |
| جک باکس پارتی پک                | ۳ نوامبر ۲۰۱۵                   | اکس‌باکس ۳۶۰، پلی‌استیشن ۳، اکس‌باکس وان، پلی استیشن ۴          |
| ۷ روز تا مرگ                    | ۲۸ ژوئن ۲۰۱۶                    | مایکروسافت ویندوز، اکس‌باکس وان، پلی استیشن ۴، مک‌اواس، لینوکس |
| آقای ربات                       | ۱۶ اوت ۲۰۱۶                     | اندروید، آی او اس                                            |
| آر جی ایکس: مرحله نهایی مسابقات | ۱۸ سپتامبر ۲۰۱۸                 | اکس‌باکس وان، پلی استیشن ۴                                    |
| ساحل ژرف                        | N/A                             | مایکروسافت ویندوز، اکس‌باکس وان، پلی استیشن ۴، لینوکس، مک‌اواس |